# Atrapasueños

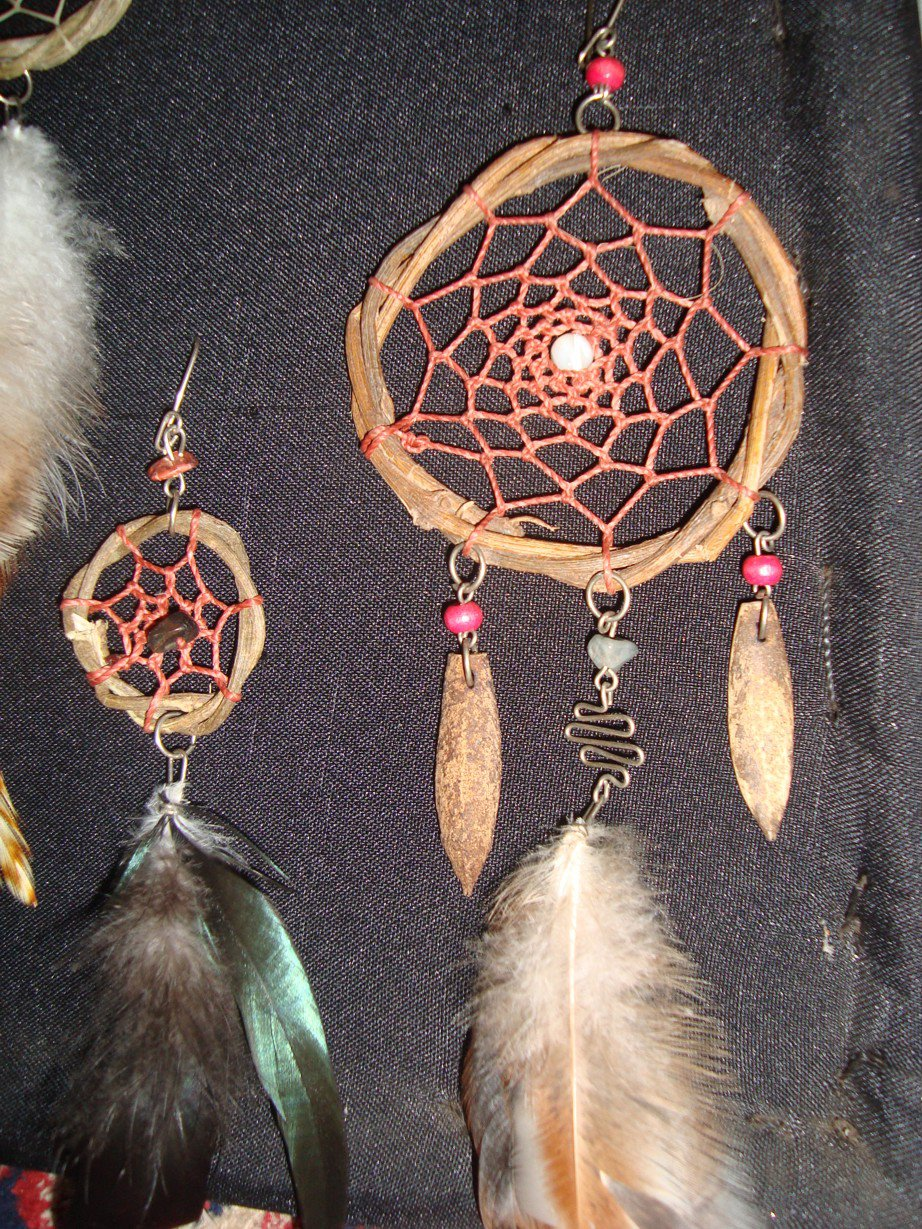
Aro solitario de oreja en forma de atrapasueños, hecho con liana, vainas de cedro, plumas y piedras por un artesano de Tobati (Paraguay).

Un atrapasueños o cazador de sueños es un adminículo hecho a mano, cuya base es un aro fabricado tradicionalmente con madera de sauce, con una red en su interior y decorado con diversos objetos (comúnmente plumas). Según la creencia popular, su función consiste en filtrar los sueños de las personas, dejando pasar solo los sueños y visiones positivas; los sueños que no recuerdas son los que bajan lentamente por las plumas. Las pesadillas se quedan atrapadas en las cuentas que están en la red y a la mañana siguiente se queman con la luz del día para que no se cumplan. Generalmente, se cuelgan al techo justo encima de tu cama, utilizando un hilo.

## Historia y significado
Los atrapasueños se originaron en la nación nativa norteamericana de Ojibwa.
Tradicionalmente, los Ojibwa construían los atrapasueños atando hebras vegetales teñidas de rojo en el interior de una argolla circular o con forma de lágrima de madera, resultando una red similar a una telaraña. El atrapasueños, colgado sobre la cabecera de la cama, se usaba como hechizo para proteger a los niños de las pesadillas y de las visiones malignas. Los Ojibwa creían que un atrapasueños filtraba los sueños de las personas, de manera que los buenos sueños pasaban por el centro hacia la persona que duerme, mientras que los malos  eran capturados por la malla y se desvanecían con el primer rayo de luz del amanecer.
Durante el movimiento panindio en la década de los 60 y 70 fueron adoptados por los indígenas norteamericanos de diferentes pueblos e incluso considerados como un símbolo de identificación cultural; sin embargo, otros nativos los consideran objetos chabacanos, fabricados con objetivos comerciales sin consciencia sobre su funcionamiento. Los atrapasueños han llegado a ser objetos populares en todo el mundo.
A lo largo de la historia, regalar un atrapasueños ha sido una manifestación de protección y buenos deseos. Originarios de las culturas nativas americanas, en particular de los Ojibwa, estos objetos simbolizaban una herramienta para filtrar los sueños, permitiendo solo que los buenos sueños pasaran y protegiendo al durmiente de las pesadillas. Regalar un atrapasueños es una tradición que refleja un deseo de brindar paz, protección y energía positiva al receptor.

## Leyendas

### La leyenda de Ojibwe de Asibikaashi (mujer araña)
Asibikaashi fue la responsable de colocar el sol en el cielo cada mañana. El sol envió su energía a muchas personas en todo el país. Sin embargo, a medida que las tribus crecieron y se extendieron por todo el mundo, Asibikaashi se hizo más difícil llevar la energía a toda su gente. Ella contó con la ayuda de abuelas tribales, madres y hermanas para tejer aros mágicos que atrapaban y mantenían la energía de los sueños. Los malos sueños fueron atrapados y retenidos por la red del cazador de sueños mientras los buenos sueños escapaban por el agujero central y hacia el propietario.

### La leyenda de Lakota de Iktomi (el gran maestro)
Un líder tribal subió a la cima de una montaña donde tuvo una visión de Iktomi, quien se le apareció como una araña. Iktomi le contó al anciano sobre el ciclo de la vida humana y cómo las personas pueden tomar decisiones que afecten su vida y el mundo que les rodea. La araña tejió una red alrededor de un círculo de sauce para mostrar los ciclos de la vida que una persona atraviesa desde el nacimiento hasta la muerte. Al final de la visión, Iktomi le dio al anciano el aro y le explicó cómo se puede usar para atrapar y mantener los malos sueños, evitando que atormenten a la persona. Permitió que los buenos sueños escaparan por el agujero en el centro para que pudieran ser enviados a influir en la vida del propietario.

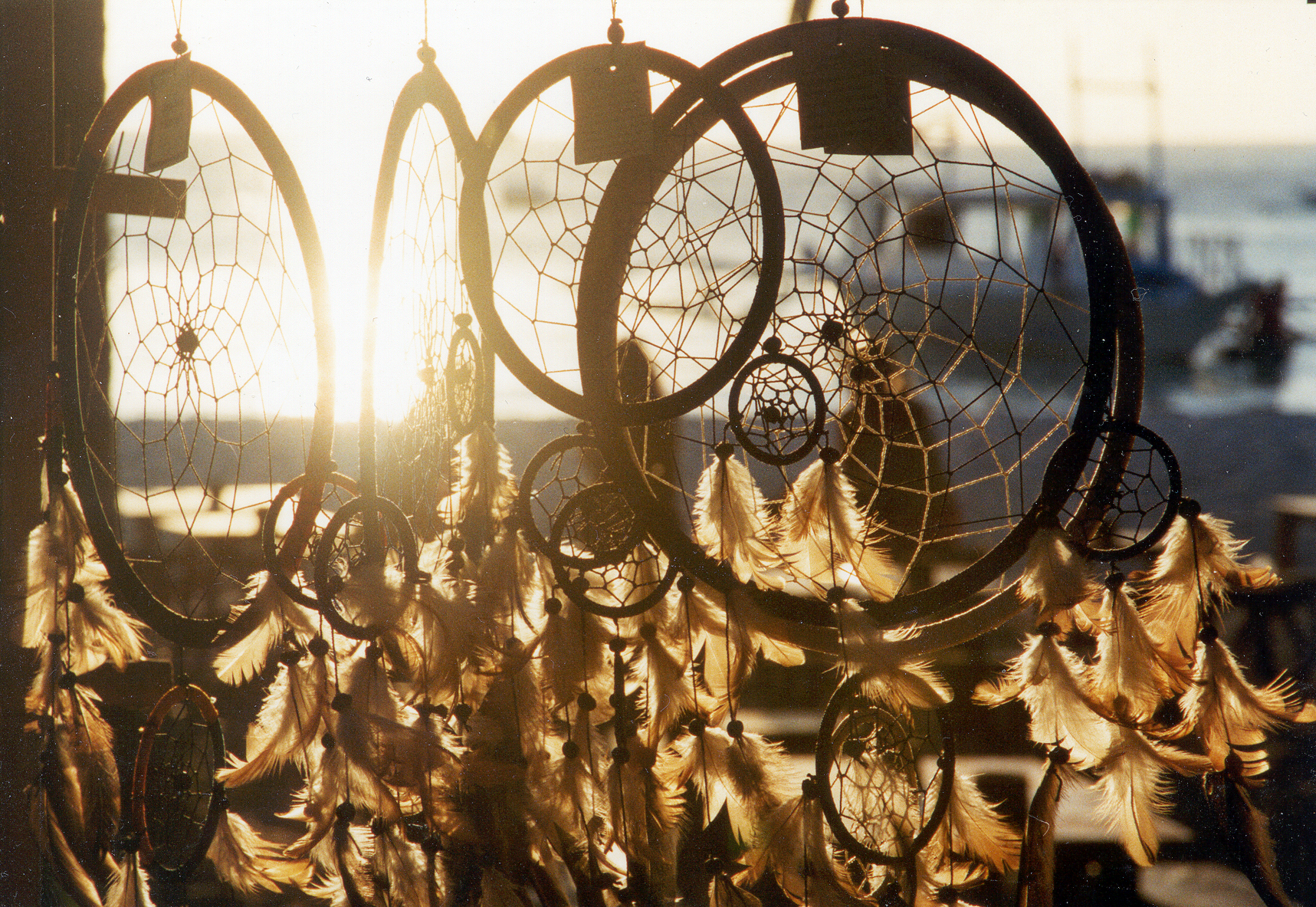

## Componentes
Originariamente los Ojibwa fabricaban los atrapasueños utilizando aros hechos con ramas de sauce y tendones o cuerdas de otras plantas. La forma circular del atrapasueños representa el movimiento del sol y la luna en la esfera celeste.